# Cheilanthes bullosa
Cheilanthes bullosa là một loài thực vật có mạch trong họ Adiantaceae. Loài này được Kunze miêu tả khoa học đầu tiên năm 1851.